# 마츠노 야스미
마츠노 야스미(松野 泰己, 1965년 ~ )는 일본의 비디오 게임 디자이너이다. 열차를 기다리다가 스페이스 인베이더, 제비우스를 처음으로 플레이했다. 외교정치부문으로 호세이 대학에 진학했으나 그만두고 퀘스트 코퍼레이션에 입사했다.
전략 롤플레잉 게임 장르, 특히 전설의 오거 배틀, 파이널 판타지 택틱스 등에서 유명세를 떨쳤다.